# Кулиджабар
Кулиджабар (узб. Koʻlijabbor / Кўлижаббор) — посёлок городского типа, расположенный на территории Гиждуванского района Бухарской области Республики Узбекистан.
Статус посёлка городского типа с 2009 года.